# Petite Suite (Borodin)

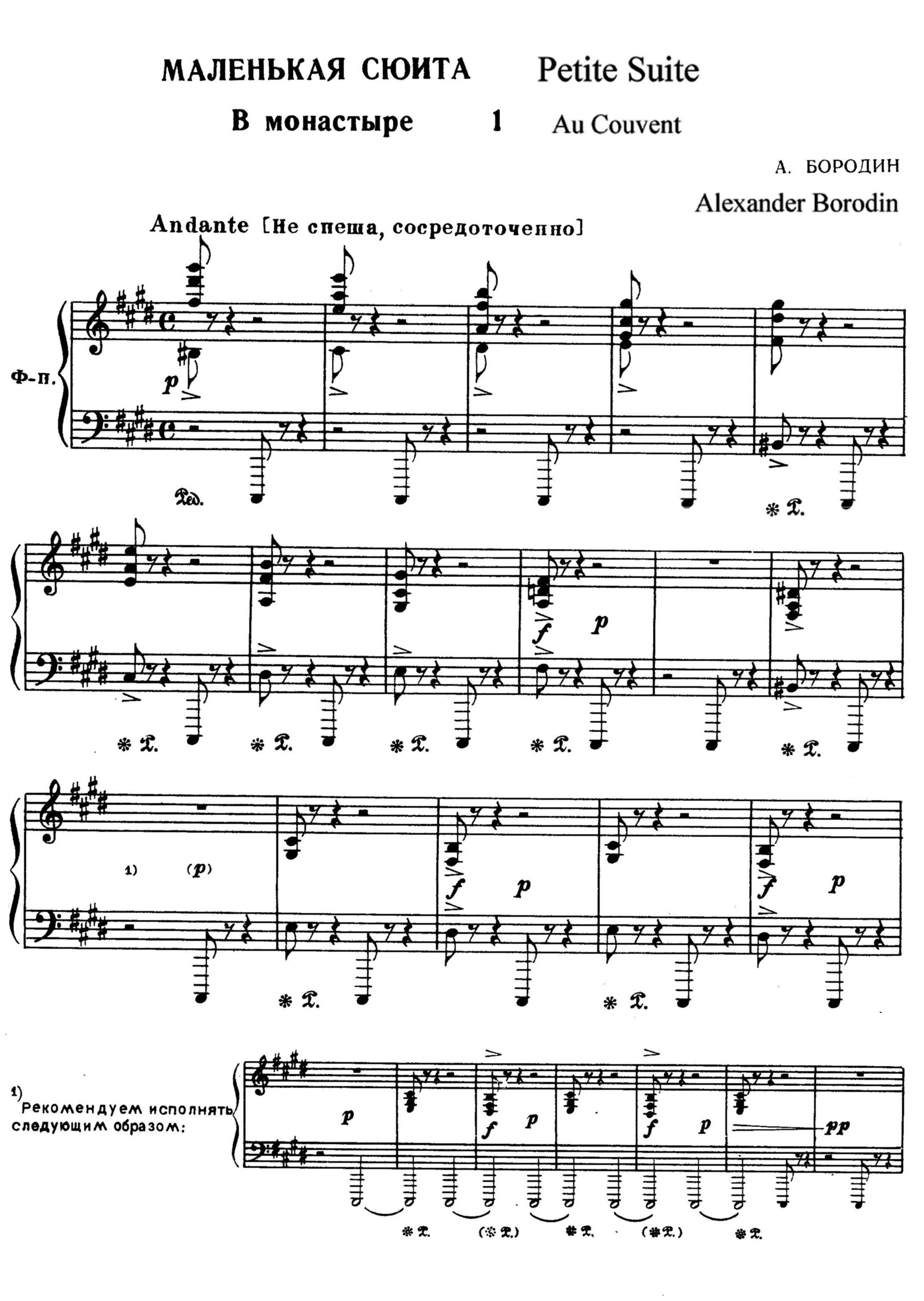
Glockenklang zu Anfang des Stückes Im Kloster (dem 1. Stück) aus der Kleinen Suite von Alexander Borodin

Die Kleine Suite (meist unter dem französischen Titel: Petite Suite bekannt) ist ein Klavierwerk des russischen Komponisten Alexander Borodin (1834–1887) für Klavier zu zwei Händen in 7 Sätzen. Sie gilt als Borodins Hauptwerk für Klavier. Sie wurde 1885 veröffentlicht, obgleich die Entstehungszeit bis in die späten 1870er Jahre zurückreicht. Die Suite ist Madame la Comtesse de Mercy Argenteau née Princesse de Chimay gewidmet. Ursprünglich war für das Werk der Titel Petit Poème d’amour d’une jeune fille (Kleine Liebesgeschichte eines jungen Mädchens) geplant.

## Sätze
1. Au couvent. Andante religioso
2. Intermezzo. Tempo di minuetto
3. Mazurka I. Allegro
4. Mazurka II. Allegretto
5. Rêverie. Andante
6. Serenade. Allegretto
7. Nocturne. Andantino

## Orchestrierung von Alexander Glasunow
Nach Borodins Tod im Jahr 1887 orchestrierte Alexander Glasunow die Suite, fügte jedoch ein weiteres Klavierstück Borodins, das Scherzo in As-Dur, ein und arrangierte die Reihenfolge der Stücke leicht um.